# Chocolate Inspector
Pour plus de détails, voir Fiche technique et Distribution.
Chocolate Inspector (神探朱古力, Shen tan zhu gu li) est une comédie hongkongaise réalisée par Philip Chan et sortie en 1986 à Hong Kong.
Elle totalise 22 485 500 HK$ de recettes au box-office.

## Synopsis
Bien que Chu Koo-lik (Chocolate) (Michael Hui) s’estime doté de capacités exceptionnelles, il n’a atteint le rang d'inspecteur que grâce son ancienneté dans la police. Aux côtés de son lâche assistant, Egg Tart (Ricky Hui), Chocolate n’est souvent occupé à rien au poste de police. Un jour, son supérieur hiérarchique, le capitaine Wu (Roy Chiao), s'arrange pour que sa fille Kiu-kiu (Anita Mui) travaille sous les ordres de Chocolate. Cependant, Kiu-kiu et Chocolate se détestent. Mais comme le capitaine Wu aime profondément sa fille, il attribue des affaires simples à Chocolate, ce qui augmente son aversion pour Kiu-kiu.
Chocolate reçoit plus tard un cas de personne disparue. Bien qu’il se soit initialement désintéressé de l’enquête, l’affaire prend soudain une tournure dramatique et débordant de mystère. Il devient déterminé à résoudre ce cas, avec Kiu-kiu et Egg Tart sous son aile.

## Fiche technique
- Titre original : 神探朱古力
- Titre international : Chocolate Inspector
- Réalisation : Philip Chan
- Scénario : Michael Hui et Philip Chan
- Photographie : Poon Hang-sang et Ma Koon-wa
- Montage : P.P.S. et Adrian Brady
- Musique : Law Tik
- Production : Michael Hui
- Société de production : Golden Harvest et Hui's Film Production
- Société de distribution : Golden Harvest
- Pays d'origine :  Hong Kong
- Langue originale : cantonais
- Format : couleur
- Genre : comédie
- Durée : 106 minutes
- Dates de sortie :
  - Hong Kong : 19 décembre 1986

## Distribution
- Michael Hui : l'inspecteur Chu Koo-lik (Chocolate)
- Anita Mui : Kiu-kiu
- Ricky Hui : Egg Tart
- Sibelle Hu : Mme Lam Mei-mei
- Roy Chiao : le capitaine K.W. Wu
- Agnes Cheung : l'inspecteur Apple Man
- Michael Chan (en) : le ravisseur imposteur
- Lo Chun-man : le fils aîné de Mme Lam
- Lo Chun-kit : le fils disparu de Mme Lam
- Sandra Lang (en) : Miss Aberdeen
- Tai Po : Jesus
- Dennis Chan : le producteur de télévision
- Elvis Tsui : un trafiquant d'enfants
- Mai Kei : un trafiquant d'enfants
- Fung Hak-on : Chen Long
- Michael Chow : l'inspecteur Leung
- Tin Ching : le patron du café
- Cheng Mang-ha : le préposé aux toilettes
- Maria Cordero : la femme aux toilettes (caméo)
- Chow Mei-fung : le client au centre commercial
- Shrila Chun : le conseiller Hui
- Felix Lok (en) : Mr. Ho, le patron du Savory Cake
- Annie Liu : la présentatrice de l'émission de cuisine
- Kam Kong-shing : le présentateur de l'émission de cuisine
- Chui Fook-chuen
- Kwok Suk-king
- Lee Yuet-ching : la mère de Mme Lam
- K.K. Wong : le principal de l'école
- Yat-poon Chai : le sergent de police à la parade
- Eddie Chan : un policier
- Fei Pak : un policier
- Wong Chi-wing : un policier
- Simon Cheung : un policier
- Alric Ma : un policier
- Lam Shung-ching : un policier
- Sally Kwok
- Lam Chi-tai